# Red Oak (Oklahoma)
Red Oak is een plaats (town) in de Amerikaanse staat Oklahoma, en valt bestuurlijk gezien onder Latimer County.

## Demografie
Bij de volkstelling in 2000 werd het aantal inwoners vastgesteld op 581.
In 2006 is het aantal inwoners door het United States Census Bureau geschat op 565, een daling van 16 (-2,8%).

## Geografie
Volgens het United States Census Bureau beslaat de plaats een oppervlakte van
2,4 km², geheel bestaande uit land. Red Oak ligt op ongeveer 171 m boven zeeniveau.

## Plaatsen in de nabije omgeving
De onderstaande figuur toont nabijgelegen plaatsen in een straal van 24 km rond Red Oak.